# Tomie Ohtake
Tomie Ohtake OMC (Kyoto, 21 de novembro de 1913 — São Paulo, 12 de fevereiro de 2015) foi uma artista plástica japonesa naturalizada  brasileira.
Tomie Ohtake é uma das principais representantes do abstracionismo informal. Sua obra abrange pinturas, gravuras e esculturas. Foi premiada no Salão Nacional de Arte Moderna, em 1960; e em 1988, foi agraciada com a Ordem de Rio Branco pela escultura pública comemorativa dos oitenta anos da imigração japonesa no Brasil, em São Paulo.
Pela sua carreira consagrada, Tomie Ohtake é considerada a “dama das artes plásticas brasileira”. Artistas como Tomie Ohtake, Tikashi Fukushima, Manabu Mabe e outros são reconhecidos abstracionistas, representativos do Brasil, que contam com muitos apoiadores.
Tomie Ohtake foi a mãe do arquiteto Ruy Ohtake (também falecido) e Ricardo Ohtake, diretor do Instituto Tomie Ohtake.

## Biografia
Tomie Nakakubo, filha de Inosuke e Kimi Nakakubo, chegou ao Brasil em 1936 para visitar um irmão. Conheceu o engenheiro agrônomo Ushio Ohtake, também japonês, com quem se casou e teve dois filhos, Ruy e Ricardo. A família estabeleceu-se no bairro da Mooca, na capital paulista.
Em 1952, iniciou na pintura com o artista Keisuke Sugano. No ano seguinte, integrou o Grupo Seibi. Passou um certo tempo produzindo obras no contexto da arte figurativa, mas a artista definiu-se pelo abstracionismo. A partir dos anos 1970, passou a trabalhar com serigrafia, litogravura e gravura em metal. Naturalizou-se brasileira em 1968.
Nos anos 50 e 60, participou de salões nacionais e regionais, tendo sido premiada na maioria deles. Foi convidada a participar da Bienal de Veneza em 1972, pela própria instituição. Recebeu o Prêmio Panorama da Pintura Brasileira do Museu de Arte Moderna de São Paulo.
Empregou ao longo da década de 1960 o uso de tons contrastantes. Revelou afinidade com a obra do pintor Mark Rothko, “na pulsação obtida em suas telas pelo uso da cor e nos refinados jogos de equilíbrio”. Cecília França Lourenço, ao comentar a obra de Tomie Ohtake, quando ela atingiu um nível de maturidade, compara a obra da artista com a de Fukushima e de Mabe, no contexto que os três tinham “certa contenção, sem permitir extravasar totalmente a emoção da obra”.

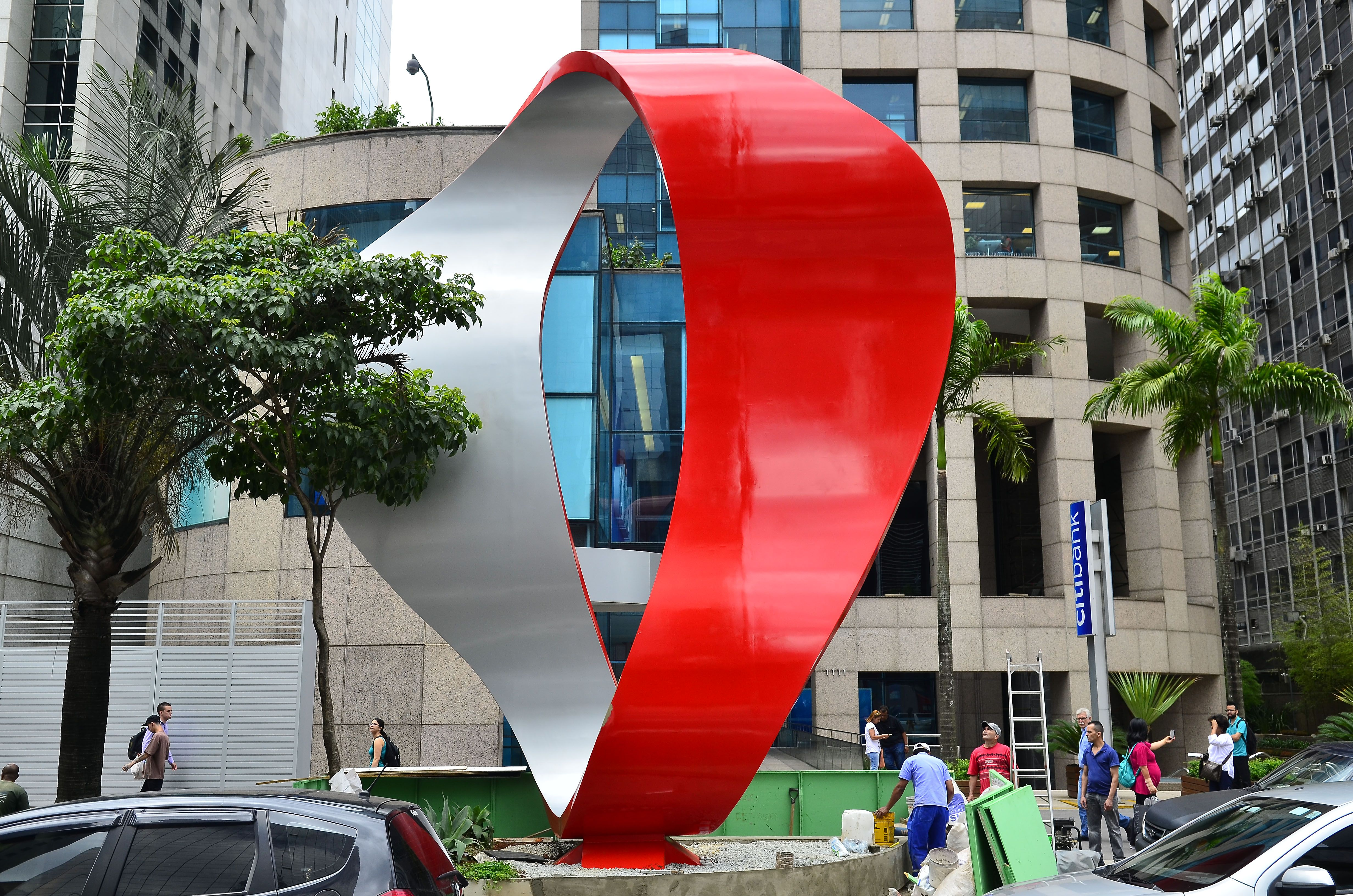
Escultura de Tomie Ohtake instalada na avenida Paulista em São Paulo

A arte na década de 80 foi influenciada pelo aparecimento de outros artistas e também pela atuação dos pioneiros, como Tomoo Handa, abstracionistas, como Manabu Mabe, Tikashi Fukushima, Kazuo Wakabayashi e outros, onde atuaram, no desenvolvimento artístico, como também nos interesses da comunidade de artistas.
Tomie se destacou também com o trabalho com esculturas em grandes dimensões em espaços públicos, sendo que na 23ª Bienal Internacional de São Paulo, em 1995, teve uma sala especial de esculturas. Atualmente, 27 de suas obras são obras públicas, as quais estão em algumas cidades brasileiras. Em São Paulo, algumas dessas obras se tornaram marcos paulistanos, como os quatro grandes painéis da Estação Consolação do Metrô de São Paulo, a escultura em concreto armado na Avenida 23 de Maio e a pintura em parede cega no centro, na Ladeira da Memória.
Entre suas obras públicas, está a escultura flutuante "Estrela", instalada no ano de 1985 na Lagoa Rodrigo de Freitas no Rio de Janeiro; até ser removida em 1990 após grande polêmica.
Em 1995, escreveu juntamente com Alberto Goldin o livro intitulado Gota d’água que foi escolhido pela Jugend Bibliothek de Munique, na Alemanha, como um dos melhores livros editados no Brasil no ano de 1995. No mesmo ano, recebeu o Prêmio Nacional de Artes Plásticas do Ministério da Cultura – MinC. Em 2000, foi criado o Instituto Tomie Ohtake, em São Paulo. Na tarde de 29 de novembro de 2013, um grande incêndio atingiu o Auditório Simón Bolívar. O incêndio destruiu pelo menos 90% do auditório, cuja capacidade era de 1,8 mil pessoas. Uma tapeçaria de 800 metros quadrados, que decorava o espaço (obra da artista plástica Tomie Ohtake), foi inteiramente destruída. Em depoimento, a artista plástica, disse que a tapeçaria foi um convite do arquiteto Oscar Niemeyer e que aquele seria um grande desafio. A dificuldade estaria em trocar a base retangular tradicional da peça. Disse ainda que procurou manter a união entre a plateia e o palco no projeto da tapeçaria.

## Morte
Morreu no dia 12 de fevereiro de 2015, aos 101 anos e meio, no Hospital Sírio-Libanês, em decorrência de choque séptico causado por uma broncopneumonia. Seguiu trabalhando e produzindo obras até a sua morte.

## Galeria de Tomie Ohtake

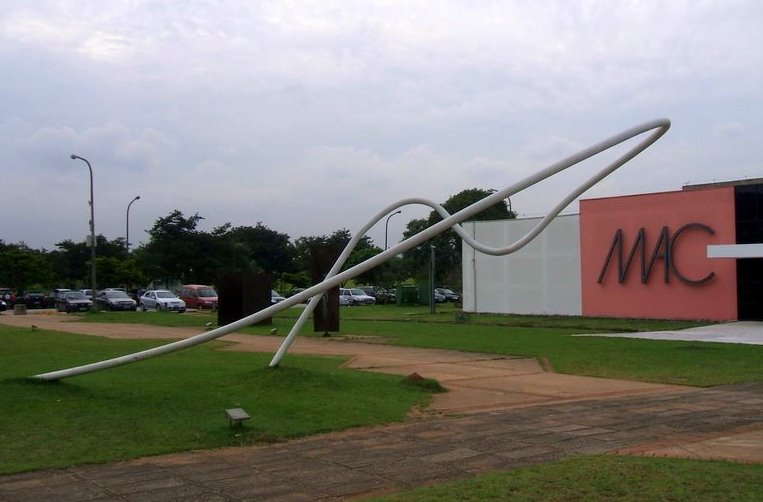
Obra de Tomie Ohtake, em frente ao [MAC-USP].
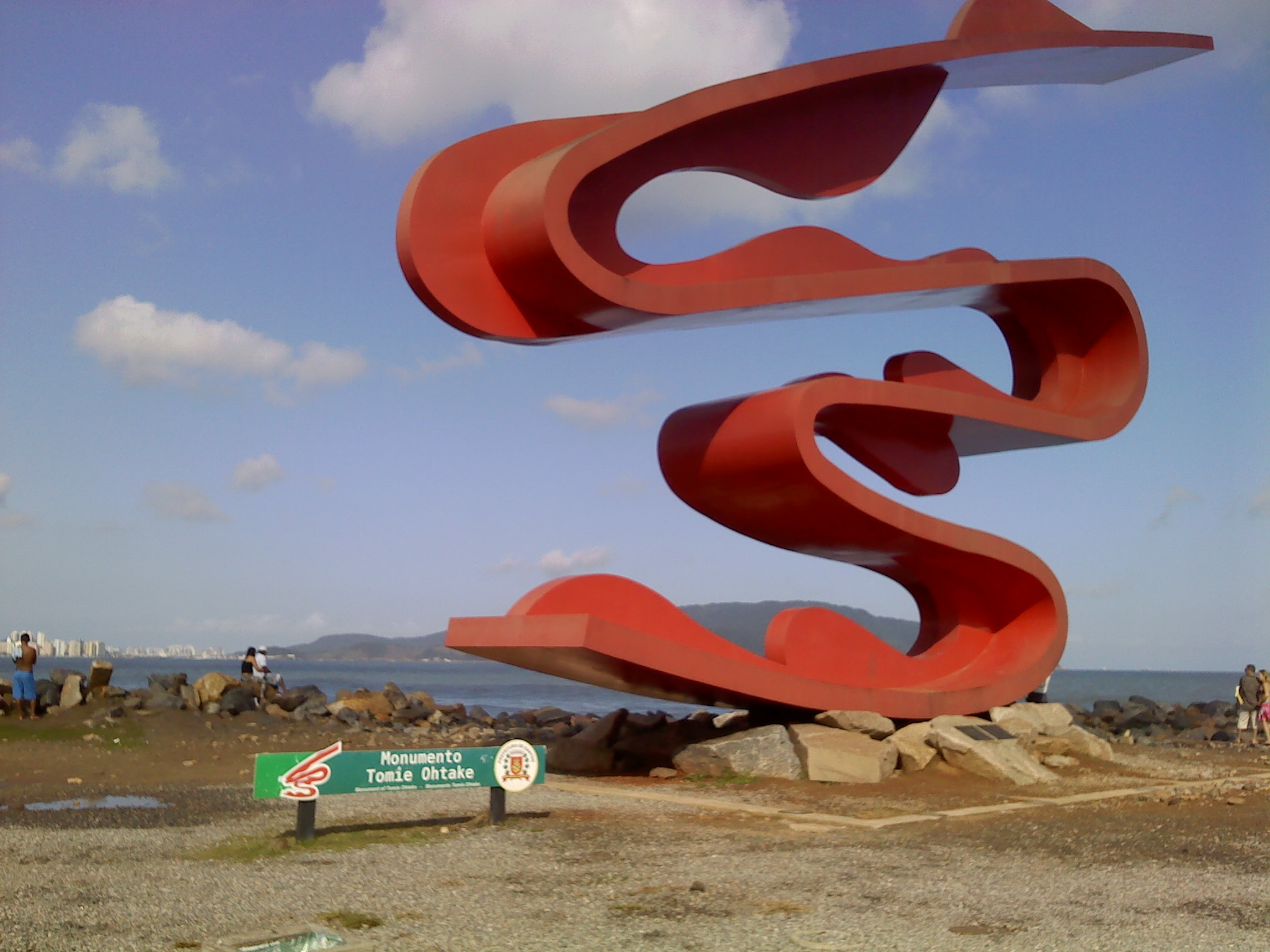
Monumento Tomie Ohtake em Santos
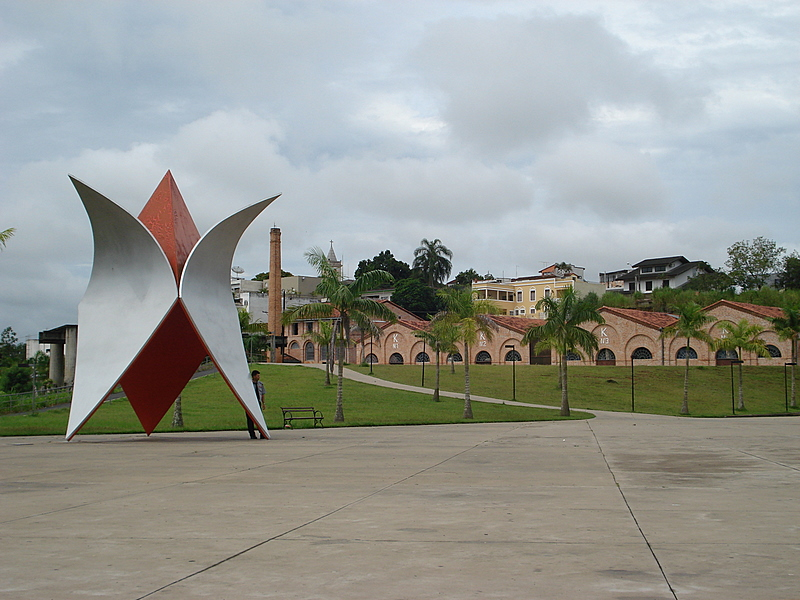
Monumento Guaracuí (2002)
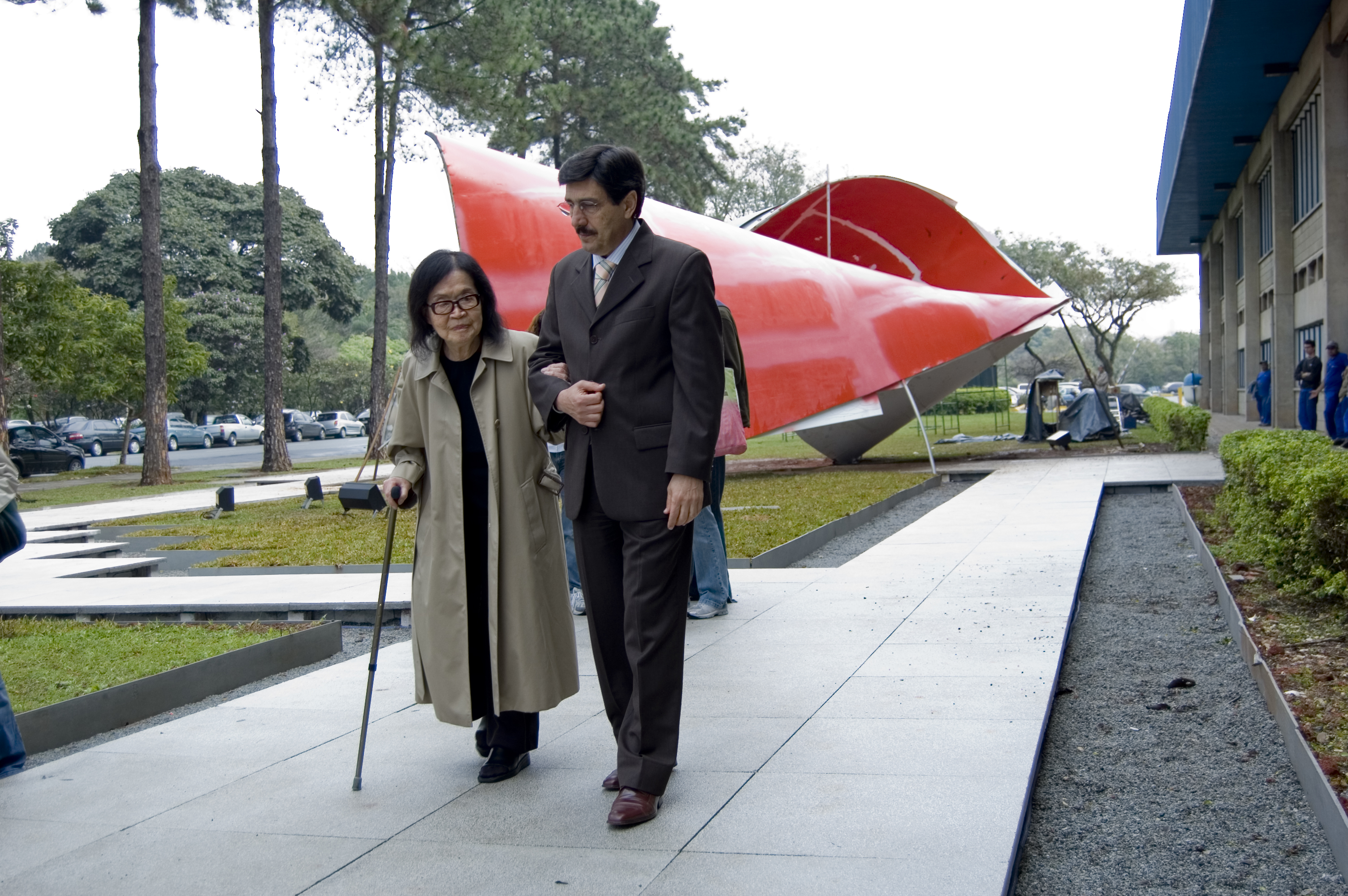
Foto tirada em 2008 na Universidade de São Paulo.
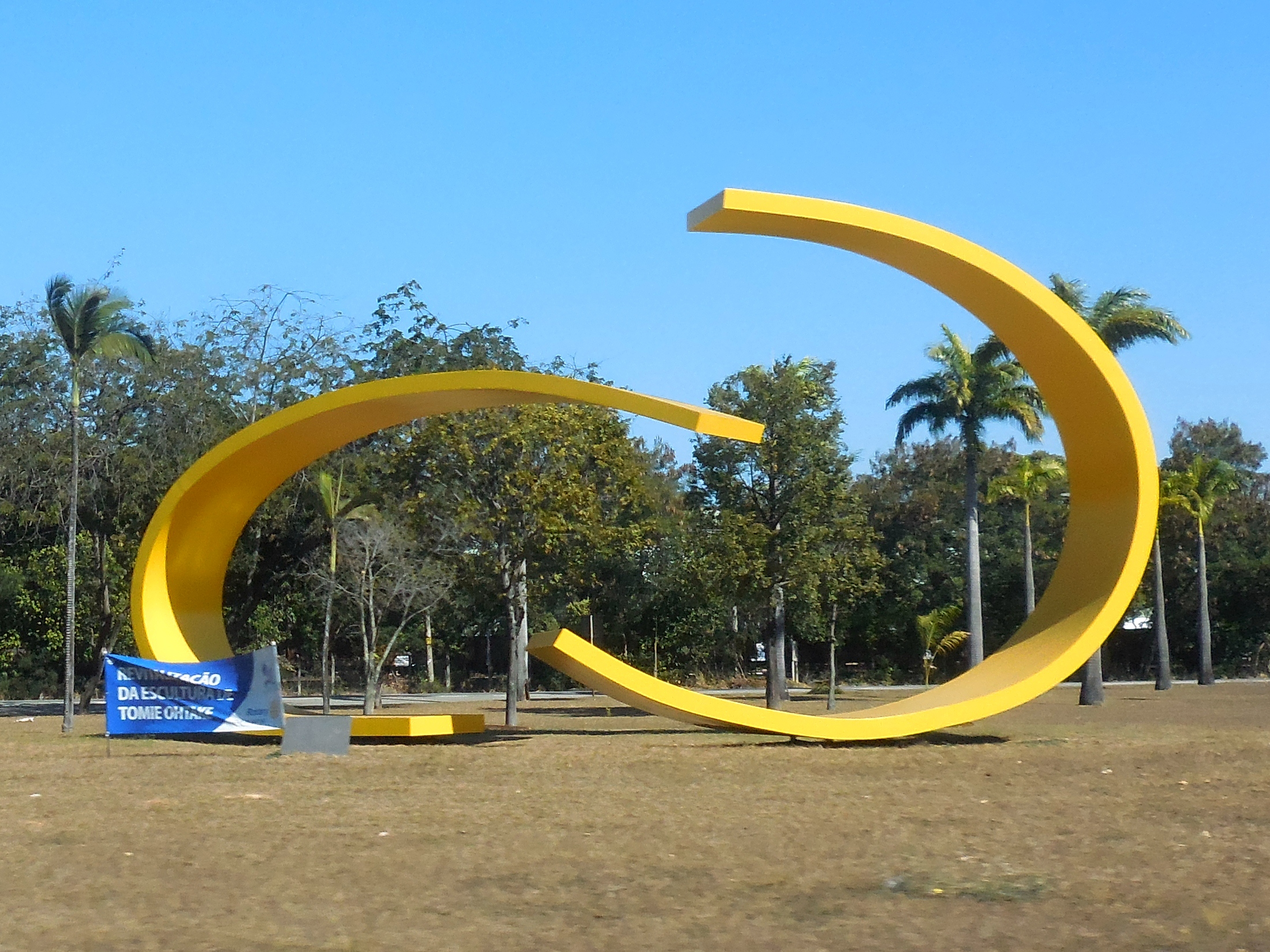
Monumento Tomie Ohtake (2004) em Ipatinga, Minas Gerais.
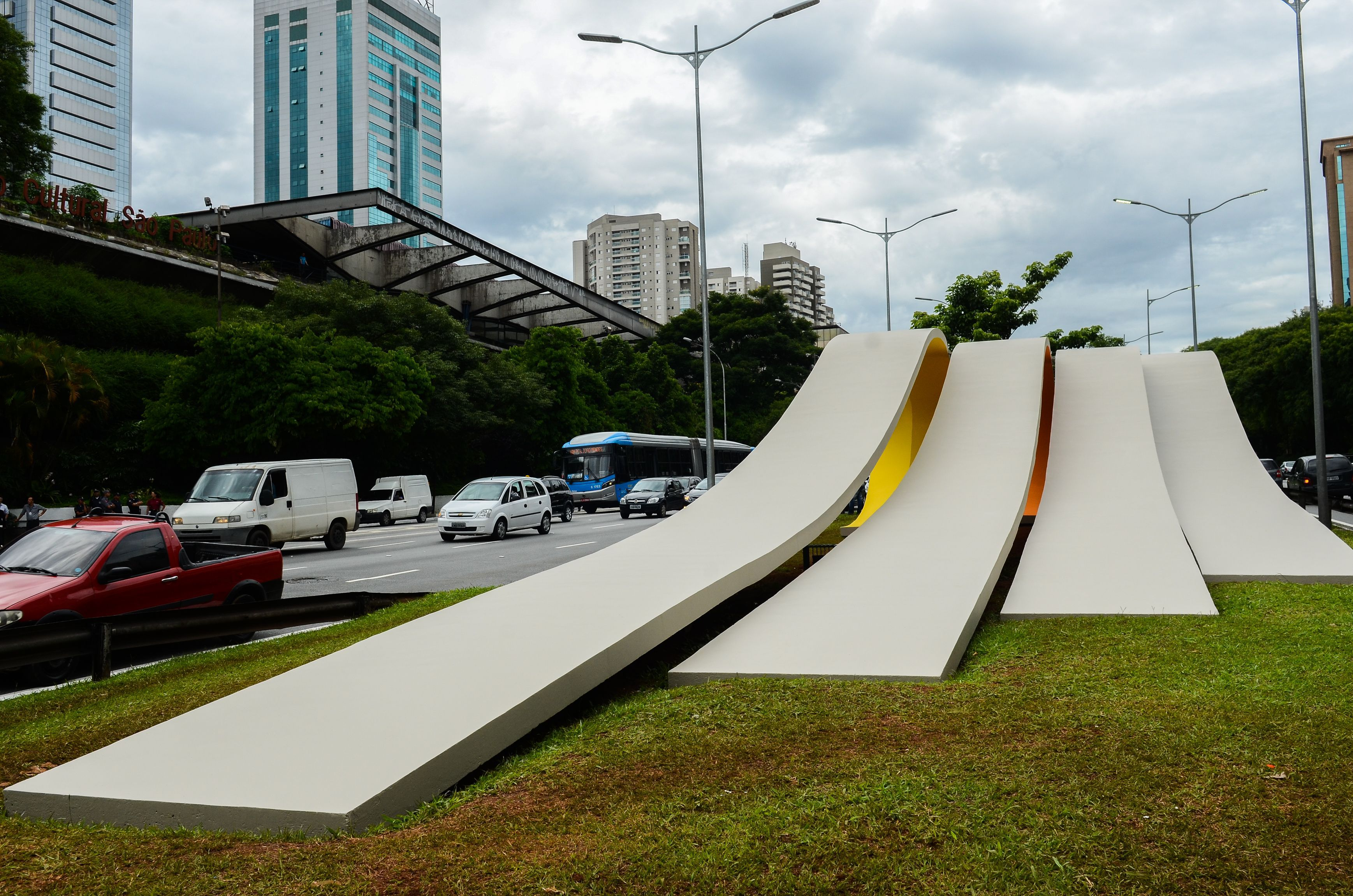
Monumento em homenagem aos 80 anos da Imigração Japonesa (2017) na avenida 23 de Maio, em São Paulo.